# タブア

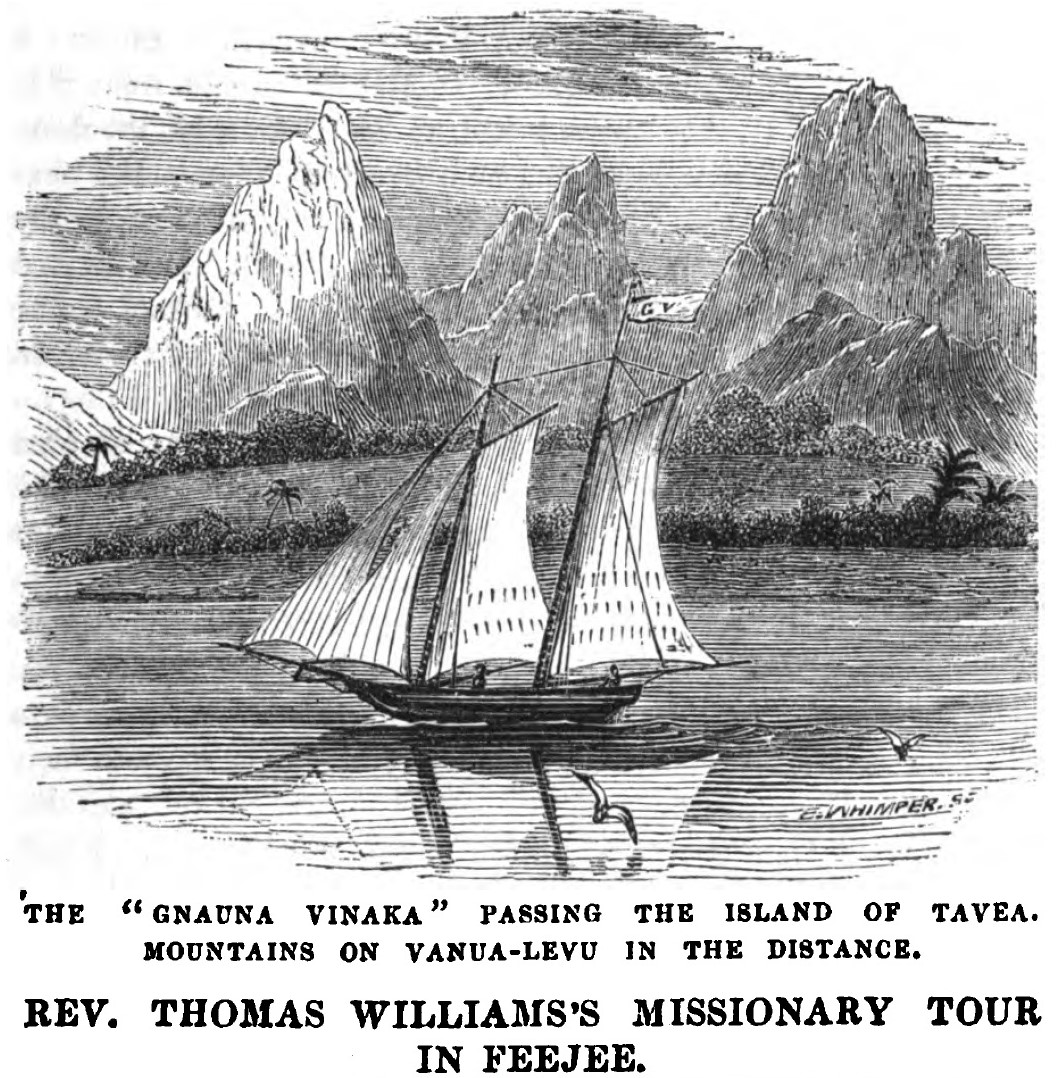

タブア（Tavua）は、フィジーの都市。ビチレブ島北部に位置し、西部地域のバ州に属する。人口は8,810人（2017年国勢調査）。ナンディからは91km東に位置し、バツコウラの金鉱山からは9㎞北に位置する。タブアは1992年に市に昇格した。